# Liverpool F.C.
Liverpool Football Club engleski je nogometni klub iz Liverpoola koji se natječe u Premier ligi, te je s 20 naslova najuspješniji engleski klub, uz Manchester United. Uz to, šest puta je osvajao Ligu prvaka; više naslova imaju samo Milan i Real Madrid. Liverpool je još osam puta osvajao FA kup, i deset puta Engleski Liga kup.
Klub od svog osnutka 1892. igra na stadionu Anfield, na kojem uvijek ima vatrenu podršku svojih navijača. Navijači se zovu Kopites, prema Kopu, tribini Anfielda gdje sjede najvatreniji navijači. Himna kluba je pjesma You'll Never Walk Alone u izvedbi britanske rock and roll grupe Gerry and the Pacemakers.
Najveći rival Liverpoola je gradski suparnik Everton s kojim igra tzv. Merseyside derbi. Također, veliki rival Liverpoola, zbog uspješnosti oba kluba je Manchester United.

## Uspjesi

### Domaći uspjesi
- First Division/Premier liga
  - Prvak (20): 1900./01., 1905./06., 1921./22., 1922./23., 1946./47., 1963./64., 1965./66., 1972./73., 1975./76., 1976./77., 1978./79., 1979./80., 1981./82., 1982./83., 1983./84., 1985./86., 1987./88., 1989./90., 2019./20., 2024./25.

- FA kup
  - Osvajač (8): 1964./65., 1973./74., 1985./86., 1988./89., 1991./92., 2000./01., 2005./06., 2021./22.

- Engleski Liga kup
  - Osvajač (10):  1980./81., 1981./82., 1982./83., 1983./84., 1994./95., 2000./01., 2002./03., 2011./12., 2021./22., 2023./24.

- Charity Shield
  - Osvajač (16): 1964.*, 1965.*, 1966., 1974., 1976., 1977.*, 1979., 1980., 1982., 1986.*, 1988., 1989., 1990.*, 2001., 2006., 2022.*

0000 * – dijeljen naslov
- Second Division
  - Prvak (4): 1893./94, 1895./96, 1904./05, 1961./62.

- Lancashire League
  - Prvak (1): 1892./93.

- Sheriff of London Charity Shield
  - Osvajač (1): 1906.

### Europski uspjesi
- Kup prvaka/Liga prvaka
  -  Prvak (6): 1976./77. (finale), 1977./78. (finale), 1980./81. (finale), 1983./84. (finale), 2004./05. (finale), 2018./19. (finale)
  -  Finalist (4): 1984./85. (finale), 2006./07. (finale), 2017./18. (finale), 2021./22. (finale)

- Kup UEFA/Europska liga
  -  Prvak (3): 1972./73., 1975./76., 2000./01.
  -  Finalist (1): 2015./16.

- UEFA Superkup
  -  Prvak (4): 1977., 2001., 2005., 2019.
  -  Finalist (2): 1978., 1984.

- Kup pobjednika kupova
  -  Finalist (1): 1965./66.

- Interkontinentalni kup
  -  Finalist (1): 1981., 1984.

- FIFA Svjetsko klupsko prvenstvo
  - Prvak (1): 2019.
  -  Finalist (1): 2005.

## Međunarodna finala
Liga (Kup) prvaka
| 1976./77. | Liverpool | 3:1            | Borussia Mönchengladbach |
| 1977./78. | Liverpool | 1:0            | Club Brugge              |
| 1980./81. | Liverpool | 1:0            | Real Madrid              |
| 1983./84. | Liverpool | 1:1 (4:2 11 m) | Roma                     |
| 1984./85. | Liverpool | 0:1            | Juventus                 |
| 2004./05. | Liverpool | 3:3 (3:2 11 m) | Milan                    |
| 2006./07. | Liverpool | 1:2            | Milan                    |
| 2017./18. | Liverpool | 1:3            | Real Madrid              |
| 2018./19. | Liverpool | 2:0            | Tottenham Hotspur        |
| 2021./22. | Liverpool | 0:1            | Real Madrid              |

Kup pobjednika kupova
| 1965./66. | Liverpool | 1:2 | Borussia Dortmund |

Kup UEFA/Europska liga
| 1972./73. | Liverpool | 3:0, 0:2 | Borussia Mönchengladbach |
| 1975./76. | Liverpool | 3:2, 1:1 | Club Brugge              |
| 2000./01. | Liverpool | 5:4      | Deportivo Alavés         |
| 2015./16. | Liverpool | 1:3      | Sevilla                  |

UEFA Superkup
| 1977. | Liverpool | 1:1, 6:0       | Hamburger SV   |
| 1978. | Liverpool | 1:3, 2:1       | Anderlecht     |
| 1984. | Liverpool | 0:2            | Juventus       |
| 2001. | Liverpool | 3:2            | Bayern München |
| 2005. | Liverpool | 3:1            | CSKA Moskva    |
| 2019. | Liverpool | 2:2 (5:4 11 m) | Chelsea        |

Interkontinentalni kup
| 1981. | Liverpool | 0:3 | Flamengo      |
| 1984. | Liverpool | 0:1 | Independiente |

FIFA Svjetsko klupsko prvenstvo
| 2005. | Liverpool | 0:1 | São Paulo |
| 2019. | Liverpool | 1:0 | Flamengo  |

## Vanjske poveznice
- Službena web-stranica